# YJ-83 (ミサイル)

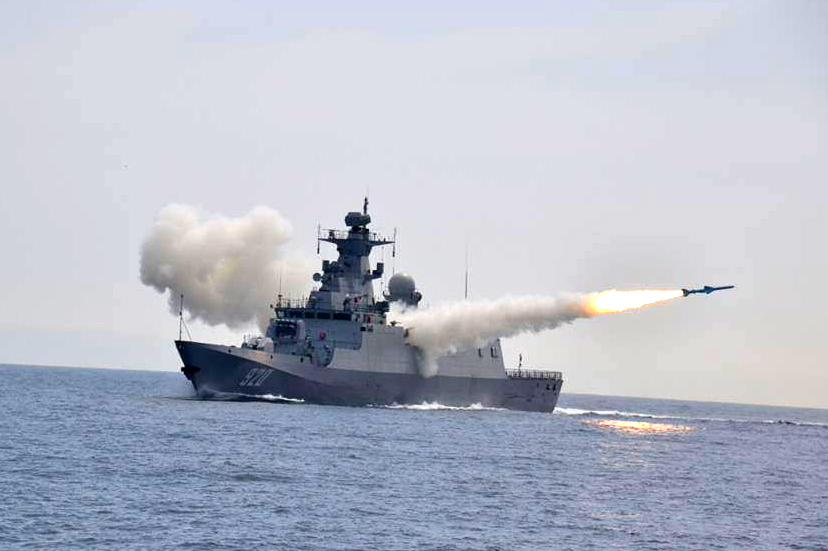
C-802

YJ-83（中国語: 鷹撃-83, 拼音: Ying-Ji-83）は、中国で開発された対艦ミサイル。輸出名はC-802であり、また、西側諸国においては、アメリカ国防総省（DoD）識別番号としてはCSS-N-8、NATOコードネームとしては「サッケード」（英: Saccade）とされている。

## 概要
中国航天科工集団公司（CASIC）傘下の中国海鷹電気技術学院（CHETA; 第三航空宇宙学院）では、1970年代より、フランスのエグゾセ MM38をモデルにした国産対艦ミサイルとしてYJ-8の開発に着手した。これは、動力として固体燃料ロケットを採用したもので、空対艦ミサイル型のYJ-81、潜水艦発射型のYJ-82が派生したほか、のちに翼を折りたためるようにした艦載型改良版のYJ-8Aも開発・配備された。
エグゾセは、加速力を重視して固体燃料ロケットを採用したMM38をもとにして、動力をターボジェットエンジンに変更して射程延伸をはかったMM40に発展した。YJ-83も同様に、YJ-8Aをもとにしてサステナーをパラフィン系の燃料を用いたターボジェットエンジンとすることで長射程化したものである。また、ブースターの固体燃料ロケットも改良された。YJ-8Aと比べると、弾体重量は100kg軽量化されたが、弾頭重量は165kgが維持されている。本ミサイルは、中間航程では高度20-30メートルを巡航し、終末航程では攻撃高度5-7メートルを飛翔するシースキマーであり、飛翔速度はマッハ0.9とされている。なお、終末航程ではマッハ1.5-2の超音速を発揮するという説もあるが、一方で、エアインテークの形状は超音速を想定した設計ではないと指摘されている。
飛翔試験は1990年に行われ、1994年より中国人民解放軍海軍への配備が開始された。1999年10月の第60回国慶節の軍事パレードにおいて初めて公開されたが、この際は、従来のYJ-8シリーズと同様の四角柱型キャニスターが公開されたのみで、内部に収められているとされるミサイルの外観は不明であった。その後、駆逐艦やフリゲートにおいて、主力対艦ミサイルとして搭載されるようになっている。
イランでは、C-802をリバース・エンジニアリングしたノール（ペルシャ語：نور）を生産して配備した。一部はシリアに輸出されている。

## 派生型
YJ-83
射程120km。初期の地上発射型。
YJ-83A/YJ-83J
射程が向上したモデル。地上発射で180km。空中発射で250km。
YJ-83K
射程180kmの空中発射モデル。　
YJ-83KH
赤外線画像シーカーを備え、射程が230kmの空中発射モデル
C-802
YJ-83の元となったモデル。
C-802A
地上発射型YJ-83の輸出モデル。
C-802K
空中発射型YJ-83の輸出モデル。

## 搭載艦艇
中国人民解放軍海軍
- 039型潜水艦
- 051DT/G型駆逐艦
- 051B型駆逐艦
- 051C型駆逐艦
- 052A型駆逐艦
- 052B型駆逐艦
- 053H2G型フリゲート
- 053H3型フリゲート
- 054型フリゲート
- 054A型フリゲート
- 056型コルベット
- 022型ミサイル艇

 インドネシア海軍
- アフマド・ヤニ級フリゲート（C-802、一部）
- トダク級ミサイル艇（C-802）

 イラン海軍
- アルヴァンド級フリゲート（ノール）
- モッジ型フリゲート（ノール）
- バヤンドゥ級コルベット（C-802）
- ハムゼウ級コルベット（C-802）
- カラト級ミサイル艇（C-802）
- トンダー級ミサイル艇（C-802）
- カマン級ミサイル艇（英語版）（C-802）

 ミャンマー海軍
- マハーバンドラー級フリゲート（C-802）
- チャンシッター級フリゲート（C-802）
- アノーヤター級コルベット（C-802）
- 491級ミサイル艇（C-802A）
- 海南型哨戒艇（C-802）
- 556級哨戒艇（C-802またはC-802A）

 シリア海軍
- ティル級ミサイル艇（ノール）